# Tronc (botanique)
Pour les articles homonymes, voir Tronc.
 (mai 2017).
Si vous disposez d'ouvrages ou d'articles de référence ou si vous connaissez des sites web de qualité traitant du thème abordé ici, merci de compléter l'article en donnant les références utiles à sa vérifiabilité et en les liant à la section « Notes et références ».

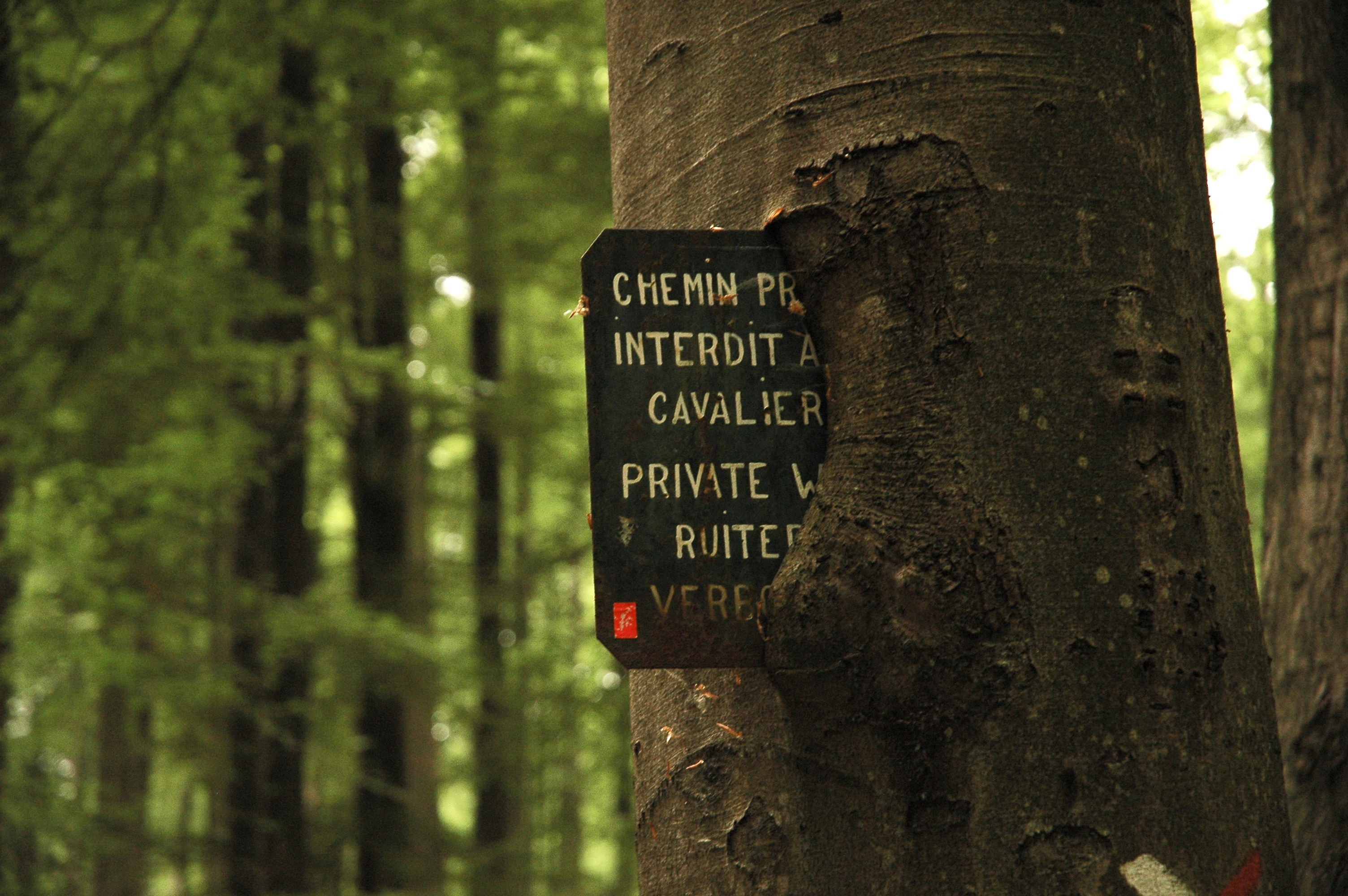
Panneau d'interdiction peu à peu intégré dans le bois d'un tronc d'arbre en croissance (forêt de Soignes, Bruxelles)

En  botanique, un tronc est la partie principale de la tige simple d'un arbre ou arbuste, généralement verticale et sans ramification sur une hauteur importante, située entre les racines et le houppier, supporté par les branches maîtresses. Le tronc est constitué de deux parties, le bois, tissu ligneux, au centre, et l'écorce en périphérie. Le tronc occupe la même fonction que les branches, mais les relie aux racines.
Sous le couvert de la canopée, les troncs perdent naturellement leurs branches basses en commençant par celles du bas. C'est le phénomène dit d’autoélagage. Mais chez de nombreuses essences, une brutale mise en lumière à la suite d'un chablis, une coupe rase ou coupe conservant des semenciers, le tronc peut alors - à partir de méristèmes de l'écorce, activés par la lumière, se couvrir de nouvelles branches qu'on appelle des gourmands. Il en va de même lors d'une création d'une lisière (de route, canal, etc. pour les troncs qui se trouveront sur la lisière). Ces gourmands peuvent diminuer la qualité du bois (nouveaux nœuds en périphérie) ou à terme déséquilibrer certains arbres.

## Vocabulaire

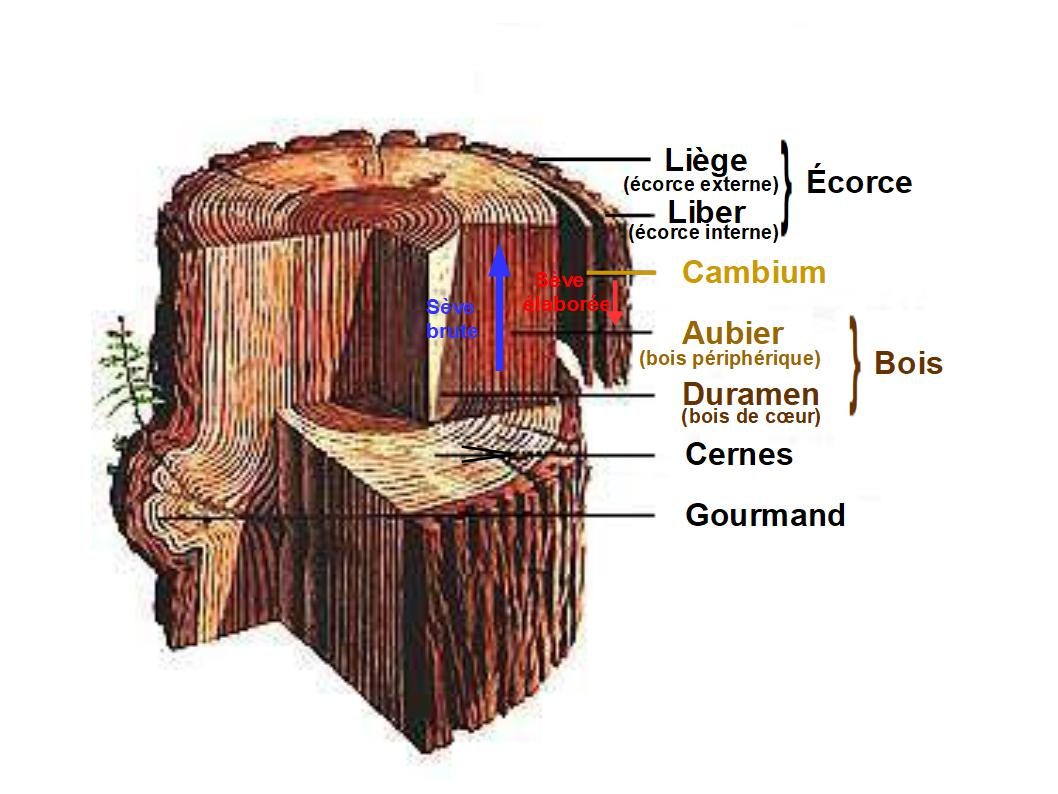
Section du tronc d'un arbre, et différentes structures du bois.

Le tronc est la partie de l'arbre qui se décompose le plus lentement, d'autant plus lentement qu'il s'agit d'un bois dur et qu'il n'est pas exposé à l'humidité. Les écologues parlent de « gros bois morts » pour désigner les pièces les plus importantes de bois mort qui jouent un rôle très important dans l'écosystème forestier, parce qu'ils sont un habitat et une source de nourriture pour de nombreuses espèces (saproxylophages notamment).

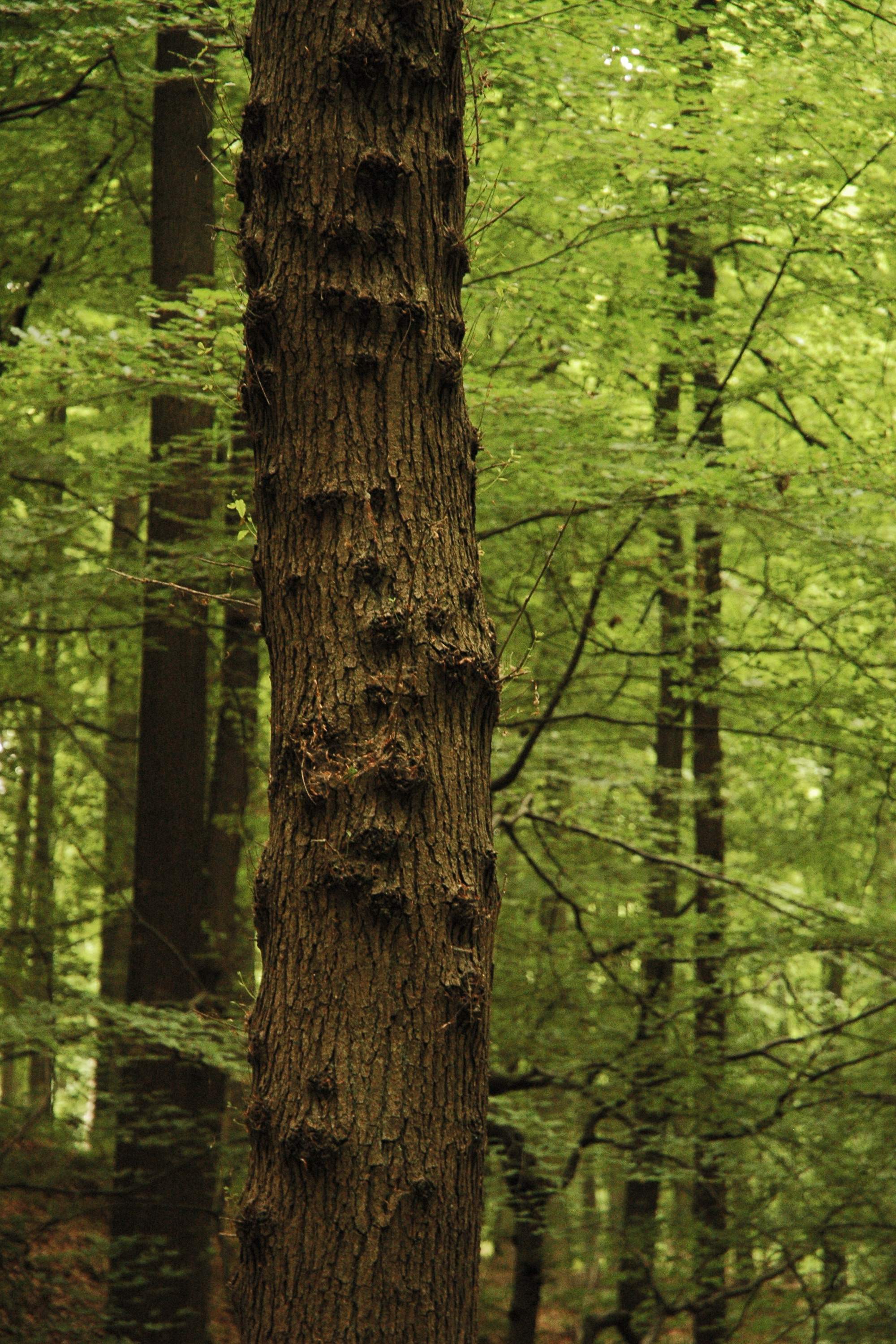
Tronc d'arbre (forêt de Soignes, Bruxelles)

Tous les troncs sont fossilisés dans la tourbe ; ils sont ensuite minéralisés pour être transformés en roche.
- Un tronc rectiligne et dépourvu de ramification se nomme un fût, constituant d'une futaie.

- Un tronc abattu et non équarri est une grume. Les engins ou navires les transportant sont des grumiers.

- Dans le cas des palmiers, la tige, à structure particulière, sans ramification et à diamètre constant, est appelée « stipe ».

## Utilisations

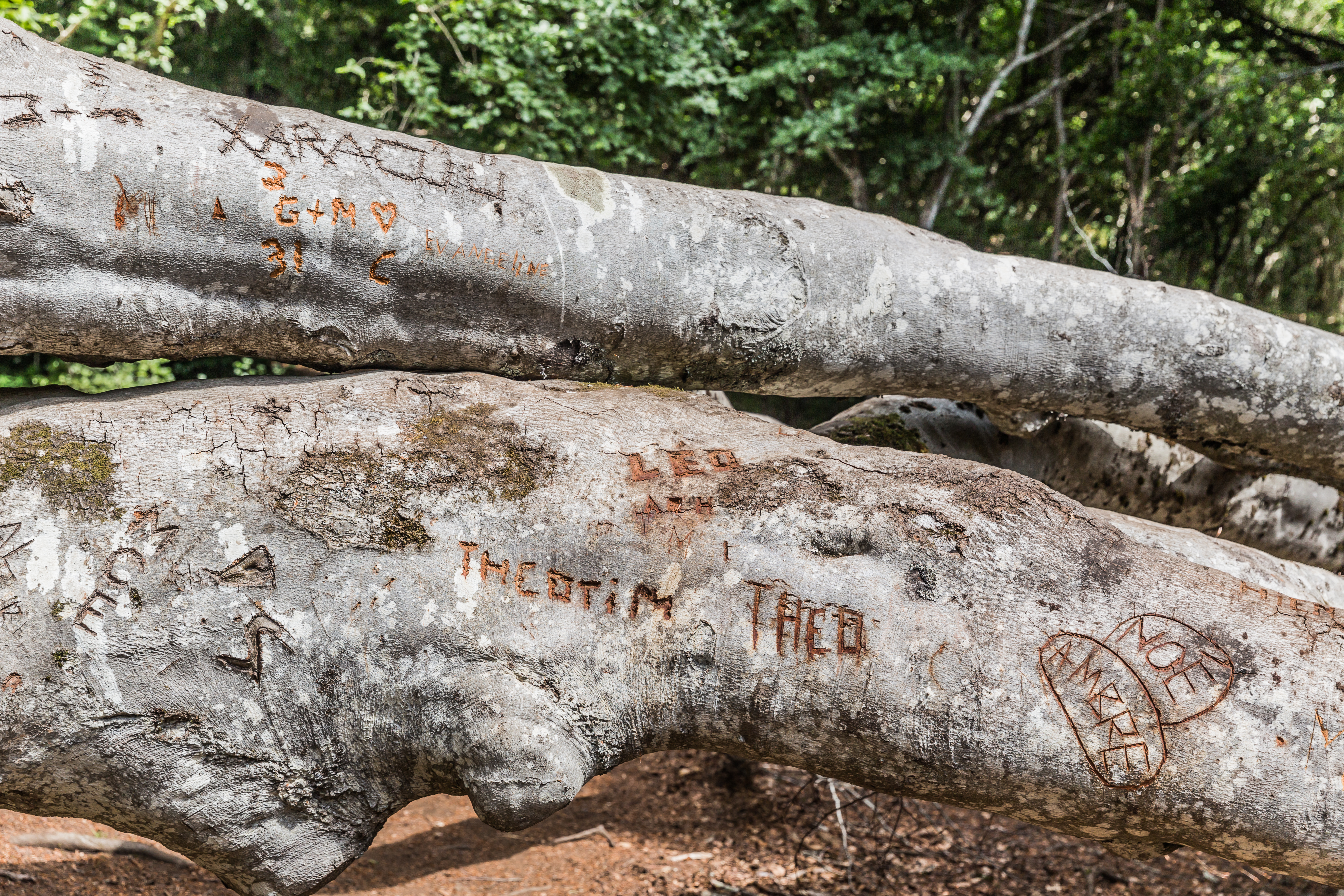
Un arbre couché sur le puy Pariou (France), dont le tronc est gravé par des randonneurs.

Ce sont des troncs d'arbres principalement qu'on exploite le bois d'œuvre alors que les grosses branches sont utiles pour le bois aggloméré ou la pâte à papier. Les arbres abattus, simplement ébranchés et laissés avec leurs écorces, deviennent des grumes. Les grumes étaient souvent flottées, ou équarries et flottées, jusqu'à un chantier de bois.
Le martelage des troncs intervient à différents moments, sur des arbres sur pied ou couchés, pour décider de la destination des arbres à « traiter ».

## Âge d'un tronc

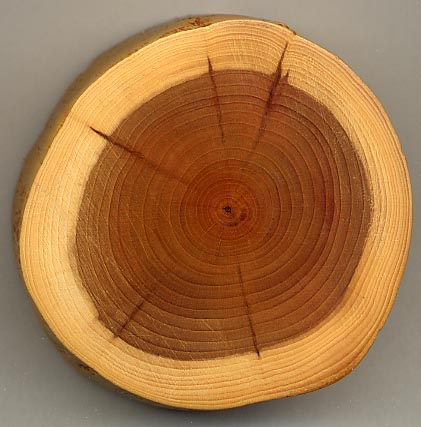
Coupe transversale d'un tronc d'if montrant les cernes de croissance annuelle ainsi que le duramen (partie sombre) et l'aubier (partie claire).

Hormis pour certains bois équatoriaux, la coupe transversale d'un tronc fait apparaître des cernes annuels, qui sont dus à la croissance saisonnière du tissu ligneux, plus active au printemps (partie claire de la cerne) qu'en automne et hiver (partie sombre).
Le décompte des cernes, ou anneaux de croissance, permet de connaître l'âge de l'arbre abattu. L'étude des cernes est à la base de la dendrochronologie.

## Mesures

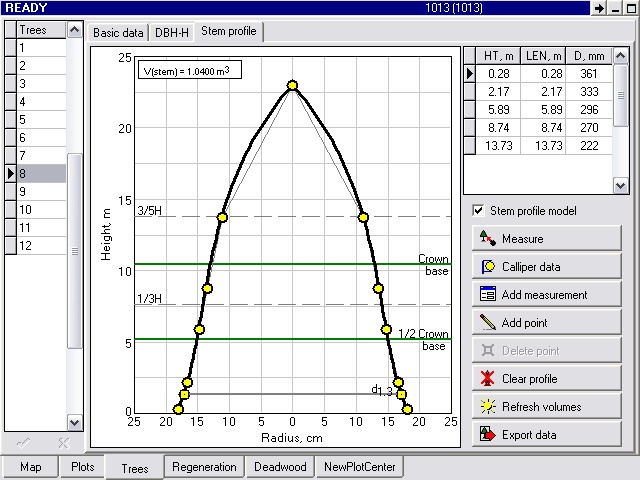
Profil de tronc, permet d'obtenir le volume estimé du tronc.

Il existe différents appareils pour les mesures dendrométriques, notamment pour les mesures de profil du tronc. Par exemple, il est possible, à partir de mesures de diamètres en hauteur (diamètres éloignés), d'estimer la hauteur totale, le volume et autres caractéristiques d'un arbre (à partir de 6 diamètres mesurés). Il est même possible de 'découper' virtuellement l'arbre et d'en calculer le volume sur pied selon la qualité.

## Devenir des troncs abandonnés en forêt

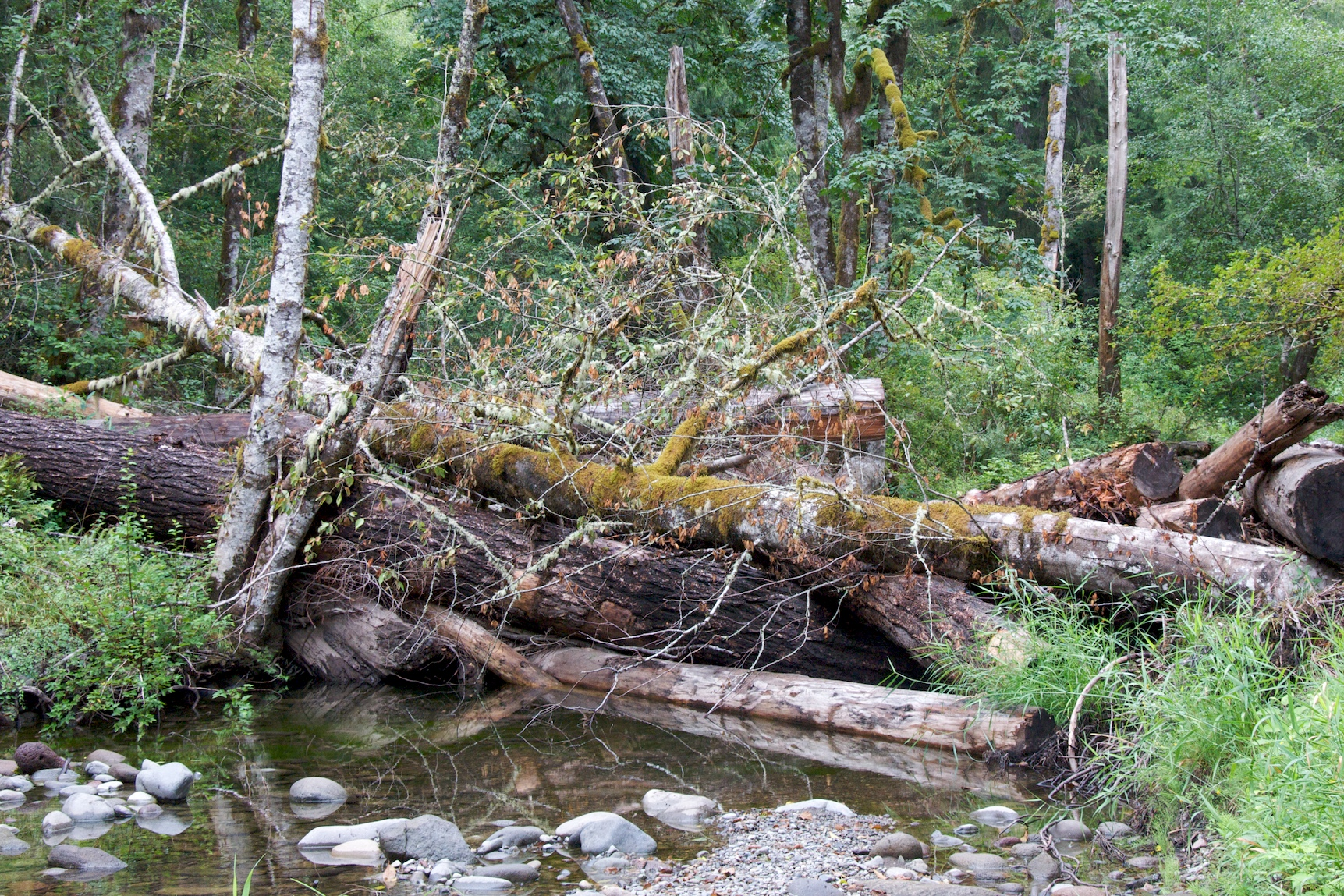
Les troncs abandonnés ou perdus par l'exploitation forestière dans les cours d'eau freinent le courant et parfois causent des inondations locales

Le bois mort est théoriquement naturellement réintégré dans le cycle sylvocynégétique, avec des effets positifs pour l'écosystème, hormis dans quelques cas : quand il est ennoyé dans un lac de barrage, ou - selon un article de Gullison et al. (1996) puis une étude publiée en 2017 dans Earth Systems Dynamics - quand il est emporté dans les torrents et autres cours d'eau.

Là, en plus des facteurs traditionnels de déforestation (incendies et bucheronnage légal ou illégal) une surface importante de jungle amazonienne meurt chaque année noyée par des montées anormales de niveau de l’eau à la suite d'accumulations de troncs abandonnés par les exploitants forestiers et obstruant partiellement ou totalement les petits cours d’eau. c’est la conclusion d’une analyse de plus de 30 ans d'images satellitaires (1984–2016) faite en Amazonie bolivienne. Sur le territoire d'étude ce phénomène tue presque autant de forêt tropicale que les activités humaines elle-même (un peu moins de 1000 hectares/an dans la zone d'étude, où 22 rivières présentaient des inondations répétitives causées par de telles accumulations de troncs d'arbre. Les troncs descendent le courant et finissent par former des barrages. Ces barrages parfois massifs modifient le débit d'eau, sont sources d'accumulations sédimentaires anormales qui affectent la topographie du cours d'eau (avulsion). Le cours d'eau s'élève et doit créer de nouveaux méandres pour contourner l'obstacle. Il le fait en érodant ses berges (ce qui sera source d'une turbidité anormale et éventuellement délétère pour les l'écosystème), tout en tuant les arbres voisins (en effet chacune de ces inondations si elle perdure un peu, cause la mort de dizaines à milliers d'arbres. Ces derniers meurent noyés, ou à la suite d'une mise à nu de leurs racines par l'eau lors du contournement de l'obstacle par la rivière.

Le paysage et les espèces végétales en sont localement (ou globalement) modifiés, avec des conséquences écologiques encore mal comprises. En Amazonie,après la mort des arbres, certaines des zones inondées deviennent des savanes, et l’ensoleillement du sol peut favoriser des arbres à croissance rapide (dont l’acajou, au détriment de la croissance lente Espèces comme l’arbre produisant la noix du Brésil) .
Là où les arbres meurent et où la savane progresse sur des sols plus déshydratés, le puits de carbone forestier se dégrade aussi ; le dioxyde de carbone est moins absorbé et du méthane peut dégazer des végétaux et autres organismes qui pourrissent sous l'eau dans la zone ennoyée. Ces effets ne sont qu'en partie comparables à ceux des barrages de castor (qui sont plus stables dans le temps, et dont l'environnement est en quelque sorte contrôlé et jardiné par cette espèce ingénieur.

## Fossilisation

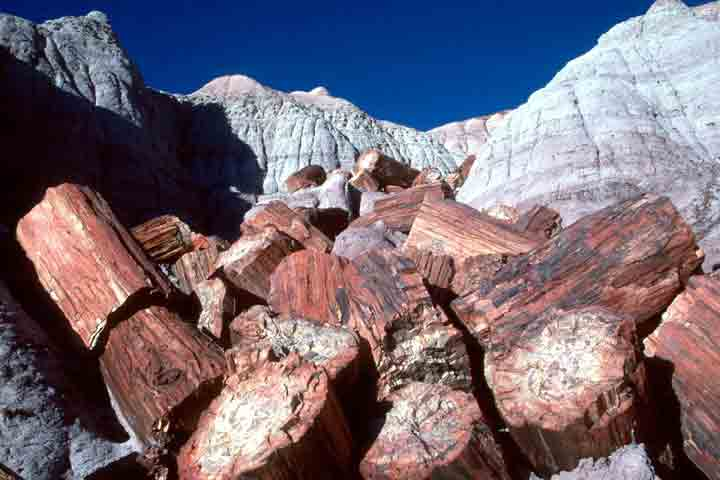
Accumulation de morceaux de troncs pétrifiés (Badlands, Petrified Forest National Park Wilderness)

Des restes de fragments de troncs fossilisés sont connus sous deux principales formes :
- des sections de troncs pétrifiés (entièrement minéralisés, sans restes organiques)
- des restes de troncs retrouvés sous forme de fossiles miniers.

## Album d'images

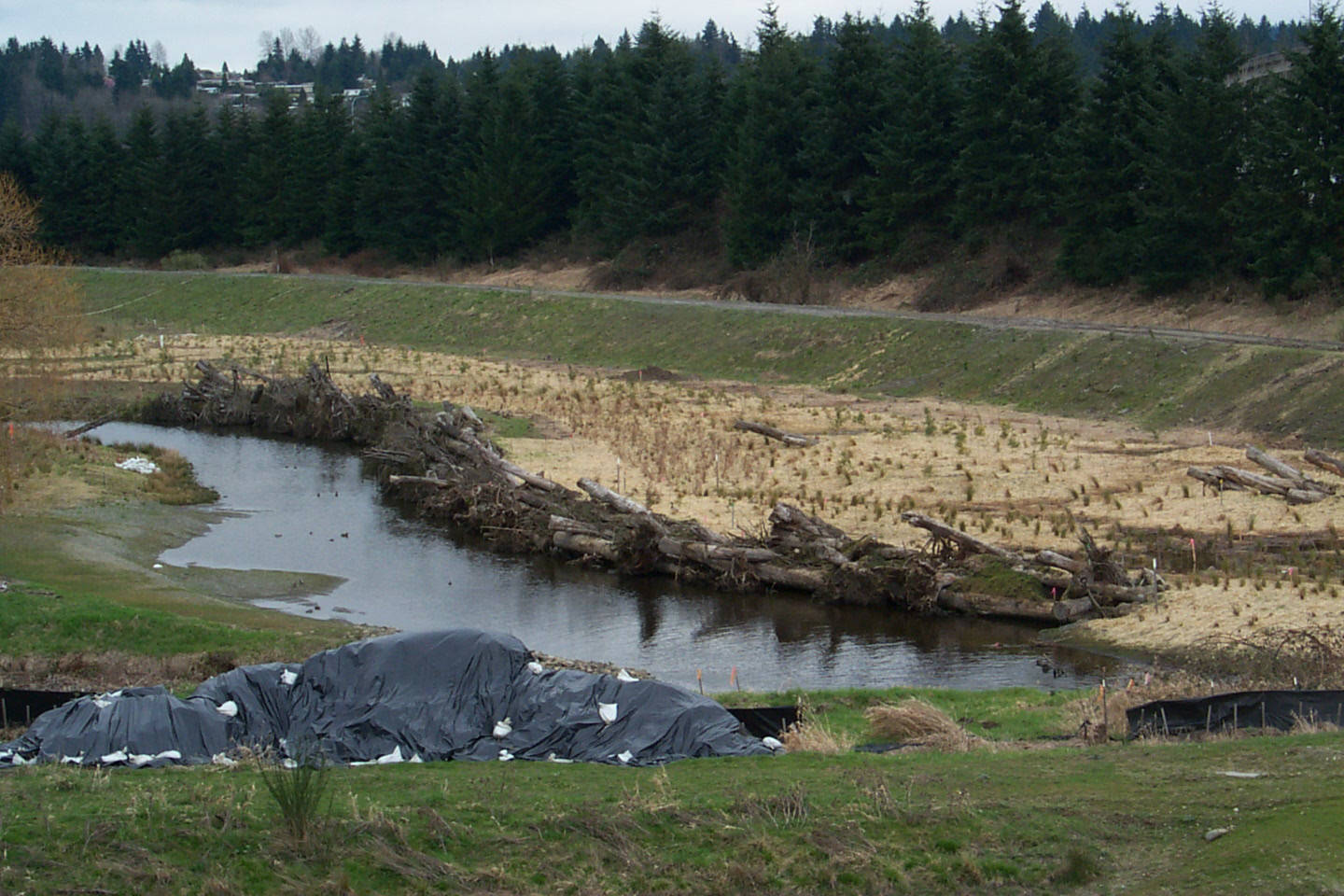
troncs utilisés pour stabiliser une berge dans le cadre de la renaturation
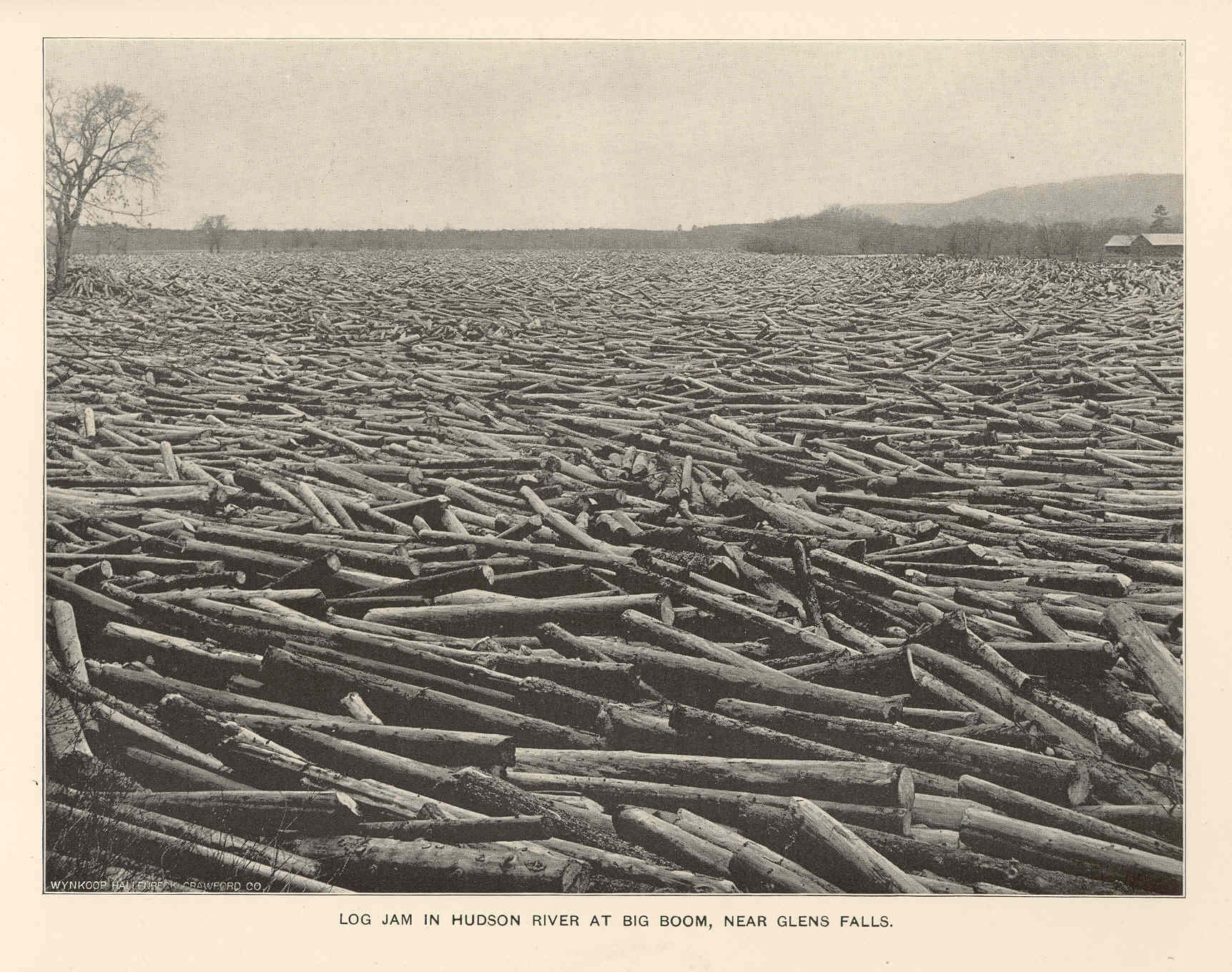
Troncs transportés par flottage,qui a contribué à la déforestation (ici des Etats-Unis)